# Liu Chi-Sheng
Liu Chi-Sheng (chiń. 柳哲生; pinyin Liǔ Zhéshēng; ur. 22 lutego 1914, zm. 18 lutego 1991) – chiński lotnik, as myśliwski okresu II wojny światowej.

## Życiorys
Urodził się 22 lutego 1914 w Baodingu, prowincja Hebei, jako syn zawodowego oficera. W ślady ojca poszedł w 1931, wstępując do Centralnej Akademii Oficerskiej, po incydencie mukdeńskim. W 1934 przeniósł się do Centralnej Szkoły Sił Powietrznych, którą ukończył 12 października 1936. Brał udział w wojnie chińsko-japońskiej w 24 dywizjonie 4 pułku myśliwskiego wyposażonego w samoloty Curtiss Export Hawk II. Pod koniec września 4 pułk myśliwski został przemianowany na 5 pułk myśliwski i zaczął otrzymywać radzieckie samoloty I-16 i I-15, przezbrojenie zostało zakończone na początku 1938. Swoje ostatnie zwycięstwo osiągnął 16 czerwca 1940, w październiku został dowódcą 21 dywizjonu.
Liu Chi-Sheng osiągnął 10 zwycięstw indywidualnych i 2 zespołowo.
W 1963 odszedł ze służby w stopniu generała brygady. Po przejściu na emeryturę zamieszkał na Tajwanie. Pod koniec 1990 roku odwiedził swoich krewnych w Kanadzie, gdzie doznał krwotoku śródmózgowego na skutek czego zmarł 18 lutego 1991.